# Ирена Доускова
Ирена Доускова (на чешки: Irena Dousková) е чешка журналистка, сценаристка, поетеса и писателка.

## Биография и творчество
Ирена Доускова е родена на 18 август 1964 г. в Пршибрам, Чехословакия, в театрално семейство. Майка ѝ е актриса на града, а баща ѝ Фрейщад работи като театрален режисьор и емигрира в Израел през 1964 г. Вторият ѝ баща също е актьор. През 1976 г. семейството се премества в Прага. Там тя завършва гимназия, след което в периода 1983 – 1985 г. работи като библиотекар и секретар.
През 1989 г. завършва с магистърска степен Юридическия факултет на Карловия университет, но не практикува право. След дипломирането си работи като драматург в културен център в Прага. По-късно работи главно като журналистка в седмичника „Свободни глас“, „Млада фронта“, списанието на Чешката стоматологична камара, на Еврейския либерален съюз и в месечника „Маскил“.
Прави литературния си дебют като поетеса през 1988 г. Изявява се като член на литературно-драматичното общество LiDi и участва в неговата стихосбирка. Публикува стихове и в различни литературни списания. Първата ѝ книга, стихосбирката „Пражкото чудо“ (Pražský zázrak), е издадена през 1992 г. Няколко години по-късно започва да пише предимно проза. Първият ѝ роман е епистоларният „Голдщайн пише на дъщеря си“ от 1997 г.
През 1998 г. е издаден най-популярният ѝ сред читателите и литературната критика роман „Как вълците ме изядоха“. Чрез дневника на малката героиня на романа и неподправената автентичност на детското светоусещане, авторката представя нееднозначен, едновременно отричащ и носталгичен поглед към тоталитаризма и към типично чешкия „принос“ към него – годините на нормализацията, към тягостната атмосфера на тоталитарните години. Въз основа на романа е създаден много успешен театрален спектакъл със същото име.
Следват сборниците ѝ с разкази „Извратенякът“ и „Какво е по-различно в тази нощ“. Темата на романа ѝ „Как вълците ме изядоха“ е продължена в романите ѝ „Онегин беше руснак“ (2006) и „Дарда“ (2011), съставяйки една свободна трилогия. Романът ѝ „Мечешки танц“ (Medvědí tanec) от 2014 г. представя историята на последните месеци на болния Ярослав Хашек в Липнице.
Сред основните характерни черти на творчество ѝ, както поетично, така и предимно прозаично, са пестеливите изрази с усет към ситуативното съкращаване, иронията и щамповността. Редица нейни истории се характеризират с автобиографичен произход и лични преживявания. Част от произведенията ѝ показват съществен интерес към юдаизма. Книгите ѝ са преведени на 17 езика по света.
Ирена Доускова живее със семейството си в Прага.

## Произведения

### Позия
- Pražský zázrak (1992)[1][2]
- Bez Karkulky (2009)
- Na půl ve vzduchu (2016)

### Проза
- Goldstein píše dceři (1997)[1][2][4]
- Hrdý Budžes (1998)
Как вълците ме изядоха, изд.: ИК „Колибри“, София (2005), прев. Анжелина Пенчева, Владимир Пенчев
- Někdo s nožem (2000)
- Doktor Kott přemítá (2002) – разкази
Извратенякът (в изданието „Как вълците ме изядоха“), изд.: ИК „Колибри“, София (2005), прев. Анжелина Пенчева, Владимир Пенчев
- Čím se liší tato noc (2004) – разкази
- Oněgin byl Rusák (2006)
- O bílých slonech (2008)
- Darda (2011)
- Medvědí tanec (2014)

### Сборници
- Možná mi porozumíš (2004)[1][2]
- Povídky o ženách (2007)
- Šťastné a veselé 2 (2008)
- Ženy vidí za roh (2009)
- Nauč mě milovat (2010)
- Krvavý Bronx – povídka S dětmi je kříž (2020)

### Сценарии и екранизации
- Hrdý Budžes (2003)[4]
- Micimutr (2011)
- O pokladech (2012)